# Jandiāla
Jandiāla är en ort i Indien.   Den ligger i distriktet Jalandhar och delstaten Punjab, i den norra delen av landet, 300 km nordväst om huvudstaden New Delhi. Jandiāla ligger 245 meter över havet och antalet invånare är 25 631.
Terrängen runt Jandiāla är mycket platt. Runt Jandiāla är det tätbefolkat, med 550 invånare per kvadratkilometer. Närmaste större samhälle är Jalandhar, 18,8 km norr om Jandiāla. Trakten runt Jandiāla består till största delen av jordbruksmark.